# Magnezja (Grecja)

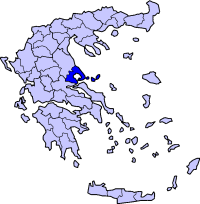
Prefektura Magnesia

Magnezja (gr. Μαγνησία) – kraina historyczna w Grecji, a także jednostka regionalna w regionie Tesalia, ze stolicą w Wolosie. W starożytności głównym ośrodkiem miejskim Magnezji było Jolkos, związane z mitem o Jazonie.
Do reformy administracyjnej w 2011 roku była prefekturą, która graniczyła od północy i północnego zachodu z prefekturą Larisa (region Tesalia), od południa i południowego zachodu z prefekturą Ftiotyda (region Grecja Środkowa), od wschodu prefekturę otaczało Morze Egejskie. Powierzchnia prefektury wynosiła 2,636 km², zamieszkiwało ją 210 330 osób (stan z 2005). Większość ludności koncentrowało się w rejonie aglomeracji Wolos.